# Санкти Спиритус
Санкти Спиритус (шп. Sancti Spíritus) је град на Куби у покрајини Sancti Spíritus. Према процени из 2011. у граду је живело 114.393 становника.

## Становништво
Према процени, у граду је 2011. живело 114.393 становника.
| 1991.  | 2011.   |
| ------ | ------- |
| 98.642 | 114.393 |